# Universität Rom III

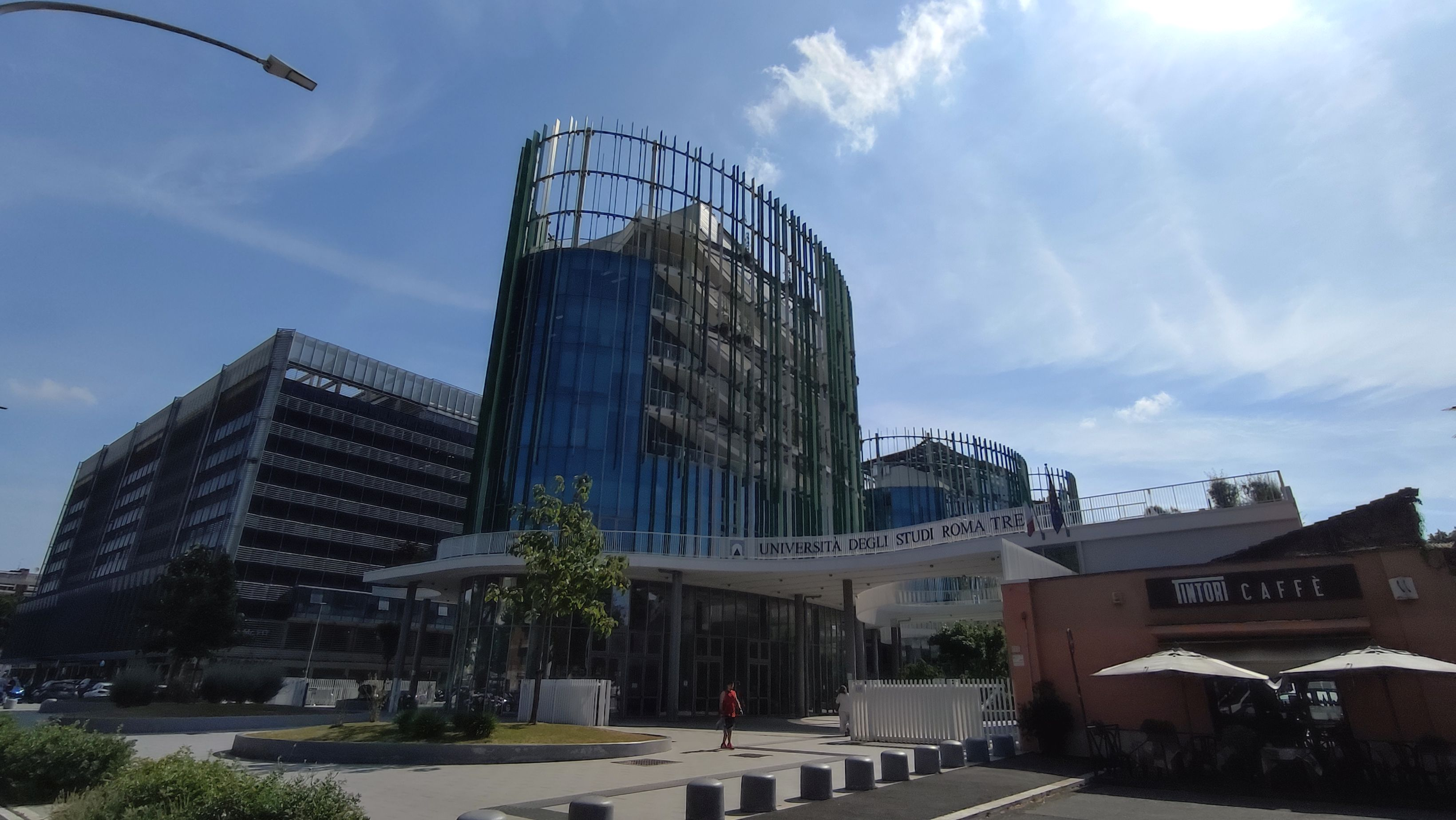
Universität Rom III, Rektorat

Die Universität Rom III (italienisch Università degli studi di Roma Tre) ist neben der Universität La Sapienza, der Universität Tor Vergata und der Universität Foro Italico eine der vier staatlichen Universitäten in Rom.
Die Universität Rom III ist die chronologisch nach Gründungsjahr betrachtet dritte Universität, was sich in ihrem Namen widerspiegelt. Sie entstand 1992 aus einer Abspaltung der älteren Universität „La Sapienza“. Die Universität Rom III hat verschiedene Standorte in der Stadt, der größte Teil liegt im Stadtviertel Ostiense unweit der Porta San Paolo/Porta Ostiensis.
Die Universität Rom III besteht aus acht Fakultäten:
- Architektur
- Wirtschaftswissenschaft
- Jurisprudenz
- Ingenieurwissenschaft
- Geisteswissenschaften (Literatur und Philosophie)
- Bildungswissenschaften
- Mathematik und Naturwissenschaften
- Politikwissenschaft